# Paradies, wo bist du?
Chansons représentant l'Allemagne au Concours Eurovision de la chanson
Man gewöhnt sich so schnell an das Schöne
(1964) Die Zeiger der Uhr
(1966)
Paradies, wo bist du? (en français, Paradis, où es-tu ?) est la chanson représentant l'Allemagne au Concours Eurovision de la chanson 1965 à Naples. Elle est interprétée par Ulla Wiesner.
La ballade est une chanson d'amour qui naît dans la nuit et disparaît au lever du jour.
Bien que la chanson l'ait remportée en sélection avec les deux tiers des voix du jury, elle termine à la dernière place avec aucun point lors du concours.